# Notes on the State of Virginia

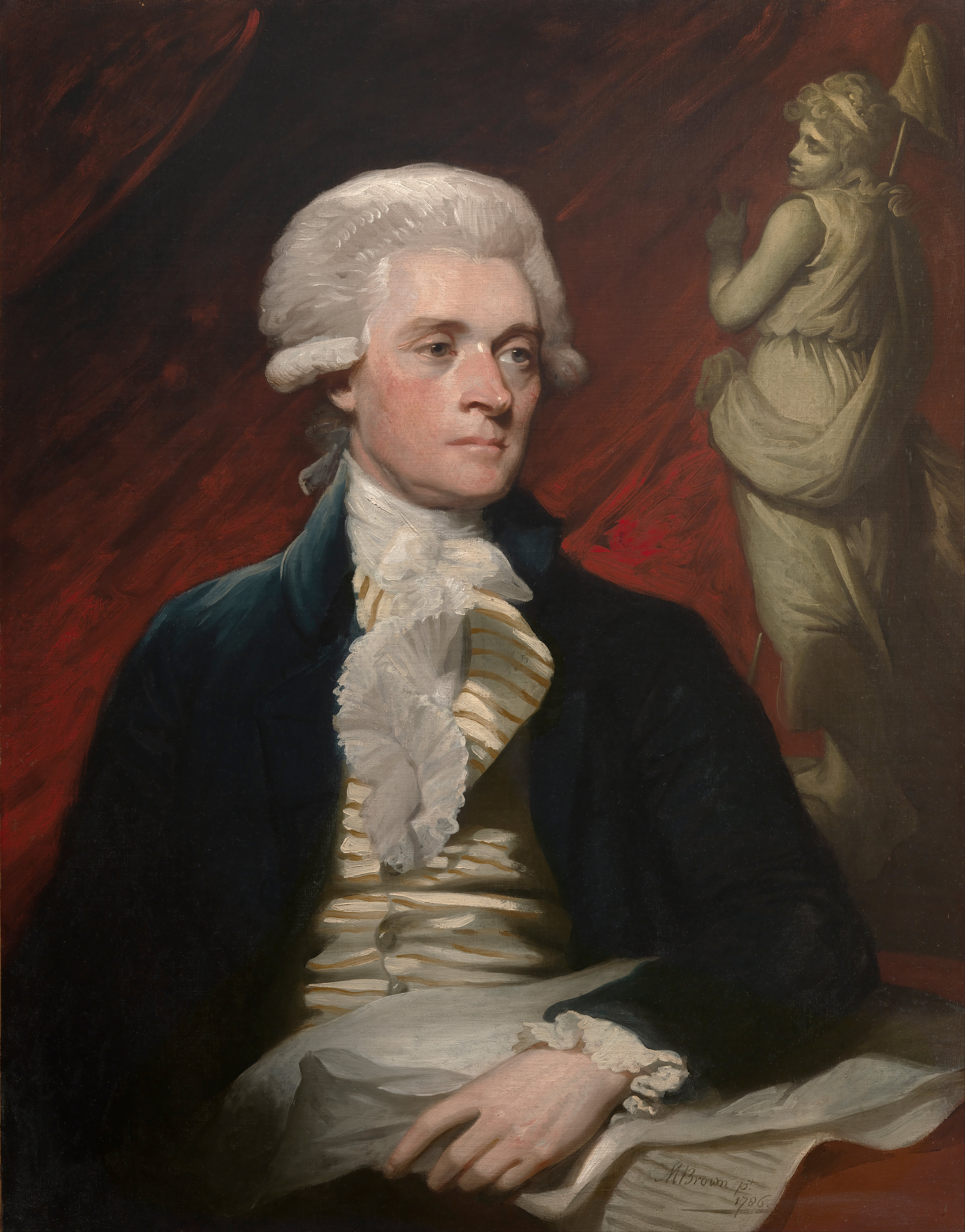
Jefferson während seiner Zeit als Botschafter in Frankreich (auf einem Besuch in London, Mather Brown, 1786)

Notes on the State of Virginia (zu Deutsch etwa: Betrachtungen über den Staat Virginia) ist das einzige Buch des späteren Präsidenten der Vereinigten Staaten Thomas Jefferson. Es wurde 1785 in Paris veröffentlicht und ist ein Sachbuch, das trotz seines Titels nicht nur den Bundesstaat Virginia, sondern große Teile Nordamerikas behandelt.

## Hintergrund
François Barbé-Marbois, ein Beamter in der französischen Botschaft an die neu gegründeten Vereinigten Staaten, bat im Oktober 1780 Vertreter aller Dreizehn Kolonien um umfassende Berichte über die Geschichte, Wirtschaft, Kultur und Geographie ihrer Heimat. Jefferson, damals noch der Gouverneur von Virginia, übernahm diese Aufgabe für sein Bundesstaat, war jedoch von seinen Amtstätigkeiten behindert – immerhin war die britische Armee zum zweiten Mal in Virginia einmarschiert. Dem sein Leben lang zum Intellektuellem geneigten Jefferson lag das Schreiben dieses Berichtes jedoch näher als das Führen eines Krieges. Am 1. Juni 1781 trat er vom Gouverneursamt zurück, nachdem er einen Tag zuvor vor den Briten von seiner Plantage Monticello auf die Plantage Poplar Forest geflohen war. Nach weiteren politischen Misserfolgen und dem Tod seiner Frau Martha Jefferson im Herbst 1782 nach Komplikationen in der Geburt ihres siebten Kindes im vergangenen Mai erlebte Jefferson einen Tiefpunkt in seinem Leben und schottete sich mehrere Monate lang von der Außenwelt ab. Mehrere seiner Freunde befürchteten einen Suizid. Der Vorwurf, Virginia in dessen dunkelster Stunde verlassen zu haben, begleitete ihn für den Rest seiner politischen Laufbahn. In Poplar Forest widmete er sich – auch als Bewältigungsstrategie – der Arbeit an den Notes on the State of Virginia. Für Jefferson war das Verfassen der Notes nicht nur eine Gelegenheit, über seinen Heimatstaat nachzudenken und zu reflektieren, was Europäer über Amerika wissen wollten. In ihnen legte er auch seine Überzeugungen dar und formulierte seine Vision einer guten Gesellschaft mit freiheitsliebenden, ehrlichen und republikanisch gesinnten Landwirten. Zu den von Marbois 22 vorgegebenen Themen fügte Jefferson das Klima Virginias hinzu. Diese erste Fassung schickte er im Dezember 1781 an Marbois, der sie erst im April erhielt. Jefferson arbeitete jedoch weiter. Insgesamt entstanden zwischen 1780 und 1787 fünf Versionen der Notes.
Währenddessen bereitete Jefferson in Absprache mit dem Sekretär des Kontinentalkongresses Charles Thomson, dessen Kommentare später zu einem Anhang wurden, die Veröffentlichung der Notes vor, wodurch 1783 in Philadelphia die zweite Fassung entstanden war. Etwa zwei Jahre später schickte Jefferson die dritte Fassung, die als erste gedruckt werden sollte und eine Auflage von 200 Kopien hatte, an den Drucker Phillipe-Denis Pierres in Paris. Er war zu dem Zeitpunkt als Botschafter in Frankreich. Jefferson ließ es allerdings aus unbekannten Gründen fälschlicherweise mit dem Datum 1783 veröffentlichen und änderte es später sogar auf 1782. In Frankreich entstand auch die vierte Version in französischer Sprache, übersetzt vom französischen philosophe André Morellet und erschienen 1787 beim französischen Verleger Louis-François Barrois unter dem Titel Observations sur la Virginie. Die fünfte Version war die erste englischsprachige Fassung im englischen Buchhandel und erschien bei John Stockdale in London. Noch Jahre später arbeitete Jefferson an einer sechsten Fassung, verwarf die Idee allerdings 1814. Bei seinen umfangreichen Erweiterungen strich Jefferson in etwa 6300 Wörter. In den kommenden Jahren erschienen auch Ausgaben auf Deutsch, Spanisch und Italienisch sowie in den Vereinigten Staaten.

## Inhalt

### Struktur
Die Notes on the State of Virginia sind in 23 Teile gegliedert:
1. It’s boundaries (Ihre Grenzen)
2. Rivers (Flüsse)
3. Seaports (Häfen)
4. Mountains (Berge)
5. Cascades and caverns (Wasserfälle und Höhlen)
6. Productions mineral, vegetable and animal (Bergbau, Landwirtschaft und Tierzucht)
7. Climate (Klima)
8. Population (Bevölkerung)
9. Military force (Militär)
10. Marine force (Marine)
11. Aborigines (Ureinwohner)
12. Counties and towns (Counties und Städte)
13. Constitution (Verfassung)
14. Laws (Gesetze)
15. Colleges, buildings, and roads (Colleges, Gebäude und Straßen)
16. Proceedings as to tories (Geschehnisse in Bezug auf Tories)
17. Religion (Religion)
18. Manners (Gepflegtheiten)
19. Manufactures (Gewerbe)
20. Subjects of commerce (Handel)
21. Weights, measures and money (Gewichte, Maßeinheiten und Geld)
22. Public revenue and expences (Öffentliches Einkommen und Ausgaben)
23. Histories, memorials, and state-papers (Geschichte, Denkmäler und Staatspapiere)

Es folgen zwei Anhänge.
Trotz seines Titels beschränken sich die Notes on the State of Virginia weder auf Virginia noch die Vereinigten Staaten, sondern behandeln mehrfach große Strecken des nordamerikanischen Kontinents. Nachdem Jefferson die Grenzen Virginias zieht (Die Bundesstaaten Kentucky und West Virginia, die sich erst später von Virginia abgetrennt hatten, mit einbezogen), beschreibt er die natürlichen Begebenheiten Virginias. Darauf folgen Ausführungen über die Bevölkerung Virginias, ihr Militär, die Ureinwohner sowie Bevölkerungszentren. Als Überleitung von der Natur auf das Volk wählt Jefferson das Klima, das ihm zufolge maßgeblich von den europäischen Siedlern mitgeprägt worden sei. In den nächsten Kapiteln behandelt Jefferson den Staat Virginia und seine Institutionen, vor allem unter dem Titel Manners die Sklaverei. Daraufhin erörtert Jefferson die wirtschaftliche Lage der ehemaligen Kolonie. Zuletzt schildert er die Historiographie Virginias.

### Kultur in Amerika
Jefferson versuchte in seinen Notes, den eigenständigen kulturellen Wert Amerikas gegenüber Europa zu behaupten. Zu diesem Zwecke führte er auch biologische Argumente gegen die Degenerationsthese des berühmten Naturwissenschaftlers Georges-Louis Leclerc de Buffon ins Feld. Diese besagte nämlich, dass Tierarten der Neuen Welt auf Grund der klimatischen Bedingungen jenen der Alten Welt unterlegen seien und implizierte auch eine kulturelle und politische Unterlegenheit europäischer Kolonisten gegenüber den Bewohnern Europas. Hierzu sammelte Jefferson Daten über die Größe verschiedener Tierarten aus der Alten Welt und deren Pendants in der Neuen Welt. Auch forschte er an urzeitlichen Tieren wie dem Mammut, dessen erste Ausgrabungen er maßgeblich förderte. In diesem Kontext versuchte er auch, die „Rote Rasse“, also die Indianer zu verteidigen. Sie seien natürlich „Barbaren“ und weniger zivilisiert als die Europäer, seien vom Kontakt mit ihnen jedoch maßgeblich geschwächt worden. Dennoch habe sie mehrere Genies hervorgebracht, z. B. Redner, die man mit Cicero und Demosthenes vergleichen könne. Die Knochen eines nordamerikanischen Elches sandte er sogar direkt an Buffon, der kurz darauf im April 1788 verstarb und seine eigenen Aussagen nicht vollständig revidieren konnte.
Ein weiteres seiner Ziele war der Angriff auf den Philosophen Guillaume Thomas François Raynal, der in den ersten Ausgaben seiner Geschichte zweier Indien die kulturelle Unterlegenheit der Kolonisten gegenüber der Alten Welt behauptet hatte. Der Kontinent habe weder gute Wissenschaftler noch Künstler hervorbringen können. Diese Aussage diente der Entwertung der Europäischen Kolonisierung Amerikas, die Raynal im Lichte der Sklaverei und der Behandlung der Indianer als eine Grausamkeit wertete. Später, vor allem nach der Amerikanischen Revolution, nahm er solche Aussagen zurück und erklärte den Kampf der Kolonisten für ihre Freiheit zur Sache der gesamten Menschheit. Ungeachtet dessen greift Jefferson Raynal für seine fehlende Wertschätzung US-amerikanischer Wissenschaftler wie Benjamin Franklin und David Rittenhouse an. Robert P. Forbes meint, dass solcher Nationalstolz Kritik über die Verbrechen europäischer Kolonisten hinwegtäuschen sollte. Er hebt hervor, dass Jefferson keine amerikanischen Künstler verteidigt, obwohl die ehemalige Sklavin Phillis Wheatley sogar die Aufmerksamkeit Voltaires erregt hatte.
Auch die Befürchtungen von Richard Price über die Abhängigkeit der US-Amerikaner vom Handel mit Europa, vor allem dem transatlantischen Sklavenhandel, nimmt Jefferson auf. An mehreren Stellen sind klare Parallelen zwischen beiden Werken erkennbar. Forbes zufolge beziehe sich auch einer der bekanntesten Stellen der Notes, die vor einem göttlichen Eingreifen gegen die Sklaverei warnt, auf Price.

### Afroamerikaner
Mehrere Aussagen in den Notes drücken Jeffersons Glauben an den Abolitionismus aus, den er, wenn auch mit wenig Elan und Erfolg, politisch vertrat. Damit nahm er allerdings keine Vorreiterrolle ein; ein Großteil der Gründerväter hatte Bedenken über diese Institution. Zugleich vertritt er in den Notes allerdings die rassistische These der geistigen und körperlichen Unterlegenheit der Schwarzen gegenüber den Weißen, die der Begründung der Sklaverei diente.
Dabei bezog er sich auf den Somerset-Fall, bei dem der britische Richter Lord Mansfield die Sklaverei in England zu einem Verbrechen erklärt hatte. Sie sei so unmoralisch, dass sie durch ein Gesetz explizit legalisiert werden müsse. Jefferson erläuterte daher das virginische Recht bezüglich der Sklaverei und verteidigt diese. Schwarze seien zwar Menschen mit natürlichen Rechten, man müsse jedoch auch das herkömmliche Recht beachten. Das Eigentumsrecht des weißen Herren dürfe nicht verletzt werden, um dem Freiheitsrecht des schwarzen Sklaven nachzukommen. Zudem versuchte er, die Unterlegenheit der Schwarzen zu zeigen. Jefferson nutzt die Rhetorik der Aufklärung, die Liebe der Vernunft, um die Versklavung der angeblich vernunftlosen Schwarzen zu begründen. Er behauptet, dass man seine Liebe zur Freiheit aufgeben müsse, um die Schönheit der Menschheit zu bewahren. Dass diese Unterschiede mit der Natur ihrer „Rasse“ (Jefferson definiert diesen Begriff nie) zu erklären sei, hält Jefferson für offensichtlich. Forbes meint, dass die schiere Irrationalität Jefferson hier als Argument dient. Die Unterlegenheit der Schwarzen erkläre er beinahe zum religiösen Credo. Dass dies wissenschaftlich nicht beweisbar ist, gibt Jefferson sogar implizit zu und ermahnt dennoch seine Landsleute dafür, solche wissenschaftliche Untersuchungen an den „Rassen der Schwarzen und Roten“ nicht durchgenommen zu haben. Hiermit stellt er sie auf die gleiche Ebene wie Nutztiere, an denen ebenfalls Experimente durchgeführt werden sollten.
Trotz dieser betonten White Supremacy zeigt Jefferson an mehreren Stellen auch klar seine Paranoia vor einem möglichen Sklavenaufstand. Beispielsweise warnt er vor der Einwanderung von Ausländern – darunter versteht er auch den Sklavenhandel – mit gefährlichem und fremdem Gedankengut. Diese würden die „Gesetzgebung“ verwirren und heterogen, also zu divers und uneinig machen. Es sei nötig, die Einfuhr von Ausländern zu begrenzen und auf einen natürlichen Wachstum der amerikanischen Bevölkerungszahl zu setzen. Allerdings waren die Geburtenrate unter Sklaven – angeblich, weil man sie gut behandeln würde – höher als unter Weißen. U. A. deshalb sollten sie nach ihrer Emanzipation zurück nach Afrika deportieren (vgl. American Colonization Society). Weitere Argumente waren die Vermeidung der Rassenmischung (vgl. Eugenik) und die Vorurteile von beiden Seiten gegeneinander. Eine multikulturelle Gesellschaft würde schlicht an den grundlegenden Unterschieden zwischen den Rassen scheitern. An ihre Stelle sollte man weiße Immigration fördern.

## Rezeption

### Zeitgenössische Rezeption und Politische Wirkung
Die Notes on the State of Virginia wurden bald zu einem Standardwerk zu den Vereinigten Staaten. So wurden weite Teile des Textes von Geographen wie Jedidiah Morse oder der Encyclopædia Britannica wiederverwendet. Im politischen Diskurs der Vereinigten Staaten war es an der Popularisierung der Rassentheorie maßgeblich beteiligt. Die Berufung auf Jefferson, der mit der Unabhängigkeitserklärung einen der bedeutsamsten Texte des Liberalismus geschrieben hatte, legitimierte rückständige Südstaatler, die die Sklaverei beibehalten wollten. Seine Kritik an der Sklaverei ignorierten sie. Auch in Europa wurde so die Kritik an der Sklaverei in Amerika unter Demokraten verringert, die die Vereinigten Staaten als einer der ersten modernen Republiken als erstrebenswertes Ideal ansahen. Jeffersons Name, so Forbes, habe dem Rassismus den Deckmantel der Aufklärung und Amerikanischen Revolution verliehen. Aus den Notes seien solche Entscheidungen wie Dred Scott v. Sandford hervorgegangen.
Die widersprüchlichen Passagen der Notes zur Sklaverei führten dazu, dass Befürworter wie Gegner der Sklaverei sich auf diese beriefen. Während der Präsidentschaftswahl 1796 beispielsweise wurde Jefferson in einem anonymen Pamphlet vorgeworfen, die Sklaverei abschaffen zu wollen und damit die Sicherheit der Vereinigten Staaten aufs Spiel zu setzen. Das Pamphlet zitierte dabei unter anderem auch aus den sklavereikritischen Passagen der Notes. Noch Jahrzehnte nach Jeffersons Tod verwiesen Abolitionisten auf dessen Notes. 1831 beispielsweise verwies Thomas Jefferson Randolph auf Jeffersons Plan einer schrittweisen Emanzipation der Sklaven, und andere Politiker griffen dies auf, wobei sie sich ebenfalls auf Passagen der Notes bezogen. Spätere Abolitionisten wie William Lloyd Garrison verwiesen ebenfalls regelmäßig auf Jeffersons Verurteilung der Sklavere in Query XVIII der Notes.
Jefferson beschrieb in den Notes das Ideal einer landwirtschaftlich geprägten Gesellschaft und sprach sich gegen die Förderung der Industrie aus. Eine solche Förderung sei in Europa aufgrund der dortigen Landknappheit sinnvoll, werde aber in Amerika nicht benötigt. Landwirte waren für Jefferson „Gottes auserwähltes Volk“, und er warnte vor den Auswirkungen großer Städte auf die Demokratie. Diese agrarische Orientierung Jeffersons wurde später auch zu einem Konfliktfeld mit Alexander Hamilton, der sich später unter anderem in seinem Report on Manufactures für eine staatliche Gewerbeförderung aussprach. Während der Diskussionen um das protektionistische American System verwiesen demokratisch-republikanische Schutzzollgegner oft auf die Notes und Jefferson darin vorgetragene Position zur Industrie.

### Historische Bewertung
Die Notes on the State of Virginia gilt es als einer der wichtigsten Werke der angloamerikanischen Literatur vor 1800 und der Amerikanischen Aufklärung. Laut Forbes habe es eine beachtenswerte Rolle bei der Schaffung eines US-amerikanischen Zusammengehörigkeitsgefühls gespielt. Durch eine komplette Studie der Gesellschaft und der Natur versuchte er, eine neue amerikanische Nation zu definieren. Jefferson beschränkt sich nicht nur auf seinen eigenen Bundesstaat, sondern betrachte fast ganz Nordamerika. Virginia werde so zu einem Ersatz für den Kontinent. Es ist zudem eines der ersten naturhistorischen Werke über Nordamerika, die aus der Sicht eines Einheimischen und keinem europäischen Touristen geschrieben wurden. Dies machte das Buch bei gebildeten Europäern, für die Amerika in gewissen Maßen Ende des 18. Jahrhunderts noch eine tabula rasa darstellte, besonders beliebt. Dabei stellt sich Jefferson klar als ein Teil der aufklärerischen Tradition und der Res publica literaria dar, beispielsweise in seinen Ausführungen zum virginischen Recht, das der aufklärerischen Rechtsphilosophie geähnelt habe. Er habe diese Rolle als geistige Autorität genutzt, um ein verfälschtes Bild der Vereinigten Staaten ohne dessen Fehler, vor allem der Sklaverei zu verbreiten. Seine vielen rassistischen Aussagen würden gezielt die in der Präambel der von ihm verfassten Unabhängigkeitserklärung erklärten Gleichheit aller Menschen entwerten, indem er Schwarzen die Menschlichkeit abspreche. Dadurch werde auch Jeffersons charakterliche Widersprüchlichkeit als Aufklärer und engstirniger virginischer Pflanzer klar.
Die literarische Qualität des Buches wurde allerdings oft in Frage gestellt. So erläutert Dumas Malone in seiner sechsbändigen Standardbiographie Jeffersons, dass die Notes nur ein Nebenprodukt einiger Sommerwochen war, in denen Jefferson sich wenig um die literarische Form seines Werkes gekümmert habe. Diese Wertung geht auf Jefferson selbst zurück, der das Werk in der Öffentlichkeit als schwach bezeichnete und gedroht hatte, die gesamte erste Ausgabe zu verbrennen. Die neuere Forschung sieht die Notes in dieser Hinsicht positiver. Robert A. Ferguson kritisiert, dass zuvor moderne Maßstäbe für ein Buch des 18. Jahrhunderts genutzt werden würden. Jefferson hätte in den 1780ern so viel Zeit in die Notes investiert, dass sein Desinteresse am eigenen Werk nur eine höfliche Fassade gewesen sei. Das Aufzählen roher Daten sei im Kontext der Aufklärung und des Empirismus zu sehen. Aus diesen müsse, wie er als Anhänger solcher Philosophen wie Francis Bacon dachte, eine klare Erklärung und Theorie hervorgehen. Jeffersons Unzufriedenheit sei damit zu erklären, dass sein Werk nur einen Forschungsbeginn markiere und andere es zu Ende führen müssten. Jeffersons Biograph R. B. Bernstein sieht in den Notes einen „eloquenten, fast blauäugigen Tribut an Virginia und Amerika, ein Beispiel für die Gelehrsamkeit der Aufklärung“. Die Passagen über die Sklaverei zeigten „die am meisten bewundernswerten und die entsetzlichsten Seiten seiner Gedankenwelt“.

## Ausgaben
- Thomas Jefferson, Robert P. Forbes (Hrsg.): Notes on the State of Virginia: An Annotated Edition Yale University Press, New Haven & London 2022